# Evelyn Kennedy
Evelyn Kennedy est une monteuse musicale ayant travaillé du début des années 1950 au début des années 1980 pour les studios Disney.

## Filmographie
- 1955 : La Belle et le Clochard (Lady and the Tramp)
- 1955 : Lions d'Afrique (The African Lion)
- 1955 : Men Against the Arctic
- 1956 : Les Secrets de la vie (Nature's Secrets of Life)
- 1957 : Les Aventures de Perri (Perri)
- 1957 : Fidèle Vagabond (Old Yeller )
- 1958 : Lueur dans la forêt (The Light in the Forest)
- 1958 : Le Désert de l'Arctique (White Wilderness)
- 1958 : Grand Canyon
- 1958 : Tonka, cheval sauvage (Tonka) de Lewis R. Foster
- 1959 : La Belle au bois dormant (Sleeping Beauty)
- 1959 : Nature's Strangest Creatures
- 1959 : Quelle vie de chien ! (The Shaggy Dog )
- 1959 : Darby O'Gill et les Farfadets (Darby O'Gill and the Little People)
- 1959 : Mystères des profondeurs (Mysteries of the Deep)
- 1959 : Le Jaguar, seigneur de l'Amazone (Jungle Cat)
- 1960 : Le Clown et l'Enfant (Toby Tyler, or Ten Weeks with a Circus)
- 1960 : Islands of the Sea
- 1960 : Pollyanna
- 1960 : The Hound That Thought He Was a Raccoon (en) de Tom McGowan
- 1960 : Les Dix Audacieux (Ten Who Dared)
- 1961 : Les 101 dalmatiens (One Hundred and One Dalmatians)
- 1961 : Monte là-dessus ! (The AbsentMinded Professor)
- 1961 : La Fiancée de papa (The Parent Trap )
- 1961 : Nomades du Nord (Nikki, Wild Dog of the North)
- 1961 : Babes in Toyland
- 1962 : Un pilote dans la Lune (Moon Pilot)
- 1962 : Bon voyage !
- 1962 : Big Red
- 1962 : La Légende de Lobo (The Legend of Lobo)
- 1963 : Après lui, le déluge (Son of Flubber)
- 1963 : Sam l'intrépide (Savage Sam)
- 1963 : L'Été magique (Summer Magic)
- 1963 : L'Incroyable Randonnée (The Incredible Journey)
- 1963 : Merlin l'Enchanteur (The Sword in the Stone)
- 1964 : Les Mésaventures de Merlin Jones (The Misadventures of Merlin Jones)
- 1964 : Les Pas du tigre (A Tiger Walks)
- 1964 : Les Trois Vies de Thomasina (The Three Lives of Thomasina)
- 1964 : Mary Poppins
- 1965 : Calloway le trappeur (Those Calloways)
- 1965 : L'Espion aux pattes de velours (That Darn Cat!)
- 1966 : Quatre Bassets pour un danois (The Ugly Dachshund)
- 1966 : Lieutenant Robinson Crusoé (Lt. Robin Crusoe, U.S.N.)
- 1966 : Demain des hommes (Follow Me, Boys!)
- 1967 : Rentrez chez vous, les singes ! (Monkeys, Go Home!)
- 1967 : L'Honorable Griffin (The Adventures of Bullwhip Griffin)
- 1967 : La Gnome-mobile
- 1967 : Le Livre de la jungle (The Jungle Book)
- 1967 : Le Plus Heureux des milliardaires (The Happiest Millionaire)
- 1968 : Le Fantôme de Barbe-Noire (Blackbeard's Ghost)
- 1968 : The One and Only, Genuine, Original Family Band
- 1968 : Frissons garantis (Never a Dull Moment)
- 1968 : Le Cheval aux sabots d'or (The Horse in the Gray Flannel Suit)
- 1968 : Un amour de Coccinelle (The Love Bug)
- 1969 : Un raton nommé Rascal (Rascal)
- 1969 : L'Ordinateur en folie (The Computer Wore Tennis Shoes)
- 1970 : Le Roi des grizzlis (King of the Grizzlies)
- 1970 : Du vent dans les voiles (The Boatniks)
- 1970 : Les Aristochats (The AristoCats)
- 1970 : Le Pays sauvage (The Wild Country)
- 1971 : Un singulier directeur (The Barefoot Executive)
- 1971 : Scandalous John
- 1971 : La Cane aux œufs d'or (The Million Dollar Duck)
- 1971 : L'Apprentie sorcière (Bedknobs and Broomsticks)
- 1972 : Les Aventures de Pot-au-Feu (The Biscuit Eater)
- 1972 : Pas vu, pas pris (Now You See Him, Now You Don't)
- 1972 : Napoléon et Samantha (Napoleon and Samantha)
- 1972 : 3 Étoiles, 36 Chandelles (Snowball Express)
- 1973 : Nanou, fils de la Jungle (The World's Greatest Athlete)
- 1973 : Charley et l'Ange (Charley and the Angel)
- 1973 : Un petit Indien (One Little Indian) de Bernard McEveety
- 1973 : Robin des bois (Robin Hood)
- 1974 : : Le Nouvel Amour de Coccinelle (Herbie Rides Again) de Robert Stevenson :
- 1974 : The Castaway Cowboy
- 1974 : L'île sur le toit du monde (The Island at the Top of the World)
- 1975 : The Strongest Man in the World
- 1975 : La Montagne ensorcelée (Escape to Witch Mountain)
- 1975 : Le Gang des chaussons aux pommes (The Apple Dumpling Gang)
- 1976 : La Folle Escapade (No Deposit, No Return)
- 1976 : Treasure of Matecumbe
- 1976 : Gus
- 1976 : Un vendredi dingue, dingue, dingue (Freaky Friday)
- 1976 : Un candidat au poil (The Shaggy D.A.)
- 1977 : Les Aventures de Winnie l'ourson (The Many Adventures of Winnie the Pooh)
- 1977 : Les Aventures de Bernard et Bianca (The Rescuers )
- 1977 : La Coccinelle à Monte-Carlo (Herbie Goes to Monte Carlo)
- 1977 : Peter et Elliott le dragon
- 1978 : Les Visiteurs d'un autre monde (Return from Witch Mountain)
- 1978 : Le Chat qui vient de l'espace (The Cat from Outer Space)
- 1978 : Tête brûlée et pied tendre (Hot Lead and Cold Feet) de Robert Butler
- 1979 : The North Avenue Irregulars
- 1979 : Le Trou noir (Black Hole)
- 1980 : Le Dernier Vol de l'arche de Noé (The Last Flight of Noah's Ark)
- 1980 : La Coccinelle à Mexico (Herbie Goes Bananas)
- 1981 : Rox et Rouky (The Fox and the Hound)